# Jakab András (pap)
Jakab András (Miklósvár (Háromszék megye), 1739. június 20. – Gyulafehérvár, 1797. március 28.) római katolikus pap és líceumi tanár.

## Élete
Református család sarja. 1758. október 14-én Sopronban lépett a jezsuita rendbe; miután tanulmányait bevégezte és a harmadik próbaévet eltöltötte, a szerzet feloszlattatott (1773). Azután világi pap és líceumi tanár volt Gyulafehérvárott.

## Munkája
- Vasárnapi szent igék. Tschupick János Nep. után németből ford. Kolozsvár, 1790.